# Władysław Rubin
Władysław Rubin (né le 20 septembre 1917 à Toki, près de Zbaraj dans l'Empire russe et mort le 28 novembre 1990 au Vatican) fut un cardinal polonais de la curie romaine, préfet de la Congrégation pour les Églises orientales de 1980 à 1985.

## Biographie

### Prêtre
Władysław Rubin est ordonné prêtre le 30 juin 1946.

### Évêque
Nommé évêque auxiliaire de Gniezno avec le titre d'évêque in partibus de Serta (de) le 17 novembre 1964, il est consacré peu après, le 29 novembre suivant par le cardinal Stefan Wyszynski.
Il est ensuite appelé à la curie romaine où tout d'abord comme secrétaire général du synode des évêques à partir du 17 février 1967, puis, une fois cardinal, préfet de la Congrégation pour les Églises orientales du 27 juin 1980 au 30 octobre 1985.

### Cardinal
Jean-Paul II le crée cardinal avec le titre de cardinal-diacre de S. Maria in Via Lata lors de son premier consistoire, le 30 juin 1979.
Il est élevé au rang de cardinal-prêtre le 26 novembre 1990, deux jours avant qu'il ne meure.